# Hydromanicus hermosus
Hydromanicus hermosus är en nattsländeart som beskrevs av Banks 1934. Hydromanicus hermosus ingår i släktet Hydromanicus och familjen ryssjenattsländor. Inga underarter finns listade i Catalogue of Life.